# David Benoit
David Benoit (* 18. srpna 1953) je americký jazzový klavírista. Narodil se v kalifornském Bakersfieldu, ale vyrůstal v Los Angeles. Studoval hudební teorii a kompozici na El Camino College a později se věnoval také studiu filmové hudby. Své první sólové album nazvané Heavier Than Yesterday vydal v roce 1977 a v následujících letech následovalo velké množství dalších. Během své kariéry spolupracoval s mnoha hudebníky, mezi které patří například Patti Austin, Sam Riney nebo skupina The Rippingtons.